# 6904 Макгілл
6904 Макгілл (6904 McGill) — астероїд головного поясу, відкритий 22 серпня 1990 року.
Тіссеранів параметр щодо Юпітера — 3,464.